# Кандринский район
Кандринский район БАССР был образован 20 марта 1937 года и расформирован 4 июля 1956 года.
Постановление Всероссийского Центрального Исполнительного Комитета «Об образовании новых районов в Башкирской АССР» от 20 марта 1937 года в Башкирии были сформированы 6 новых районов: Байкибашевский, Воскресенский, Кандринский район, Ишимбайский, Матраевский и Покровский.
Кандринский район — результат политики разукрупнения районов. Земли района были выделены из Туймазинского района. Обратный процесс объединения прошел 4 июля 1956 года.
По данным 1938 года, Кандринский район занимал территорию 1004 км² с населением 34133 человека. Районный центр — пристанционное селение Кандры. Населенных пунктов было 56. Работали артель Башлеспромхоза «Тан» и деревообрабатывающая артель Коопинсоюза «1 Мая». В районе имелось 29 торговых точек. По линии Башсоюза — два сельмага, 17 магазинов и лавок сельпо, пять палаток и ларьков. Имелось два магазина Башторга, один магазин Леспродторга, один магазин Райтрансторгпита. Имелась одна столовая.
В районе было 42 колхоза, свиносовхоз «1 Мая».

## СМИ
В районе издавалась газета «Кызыл байрак» (Красное знамя) на татарском языке.